# Lista de programas especiais da TV Globo
Esta lista de programas especiais da TV Globo contempla programas de televisão exibidos pela TV Globo desde o ano de 1965, quando foram exibidos os primeiros especiais de fim de ano na emissora. Inicialmente eram "Especiais de Fim de Ano", contudo, nos últimos anos programas especiais foram exibidos no início do ano. Também há aqueles compostos de vários episódios, que começam em dezembro e terminam em janeiro do ano seguinte.
Alguns dos especiais se transformam em programas/séries permanentes exibido pela emissora. Outros se tornaram regulares ou fixos na programação de dezembro da emissora, como Retrospectiva, Criança Esperança, Show da Virada, Roberto Carlos Especial, Vem aí.

## Década de 1990

### Especial Chitãozinho & Xororó
Especial Chitãozinho & Xororó foi um especial de fim de ano exibido pela TV Globo entre 29 de dezembro de 1989 e 18 de dezembro de 1991, escrito por Lauro César Muniz com colaboração de Chico de Assis e Alcides Nogueira, a redação final de Guto Franco e direção de Paulo Ubiratan, Carlos Manga e Wolf Maya. A direção geral era de Luiz Fernando Carvalho e direção musical de Jodele Larcher. O programa traz um show de dois caipiras da Disney, em Porto Alegre e em Los Angeles.
Edição 1 - 29 de dezembro de 1989
- Apresentação: Augusto Xavier

| Participações especiais |
| ----------------------- |
| Antonio Pitanga         |
| Myrian Rios             |
| Edson Celulari          |
| Ultraje a Rigor         |
| Beth Carvalho           |
| Wando                   |
| Gilberto Gil            |
| Agepê                   |

Edição 2 - 26 de dezembro de 1990
- Apresentação: Léo Batista[2]

| Participações especiais |
| ----------------------- |
| Betty Faria             |
| Jackson Antunes         |
| Marisa Orth             |
| Agnaldo Rayol           |
| Solange                 |
| Eduardo Dusek           |
| Os Incríveis            |
| João Mineiro & Marciano |
| Moraes Moreira          |

Edição 3 - 18 de dezembro de 1991
- Apresentação: Fátima Bernardes

| Participações especiais |
| ----------------------- |
| Luciano Pavarotti       |
| Sula Miranda            |
| Leonardo Villar         |
| Elaine Cristina         |
| Carlinhos Brown         |
| João Paulo & Daniel     |
| Amado Batista           |

### Especial Zezé di Camargo & Luciano
Especial Zezé di Camargo & Luciano foi um especial de fim de ano exibido pela TV Globo entre 20 de dezembro de 1990 e 16 de dezembro de 1993, escrito por Benedito Ruy Barbosa com colaboração de Bosco Brasil, Walcyr Carrasco e Dias Gomes, a redação final de Maurício Sherman, direção de Roberto Talma, Luiz Fernando Carvalho e Ricardo Waddington e direção geral de Roberto Talma. A direção geral era de Carlos Araújo e direção artística de Aloysio Legey. O programa traz um show de dois caipiras em Paris, em Nova York, em Brasília e em Belo Horizonte.
Edição 1 - 20 de dezembro de 1990
- Apresentação: Armando Bogus

| Participações especiais |
| ----------------------- |
| Roberta Miranda         |
| Ivan Lins               |
| Agnaldo Timóteo         |
| Gretchen                |
| Conrado                 |
| Sebastião Vasconcellos  |
| Júlia Lemmertz          |
| Mayara Magri            |

Edição 2 - 28 de dezembro de 1991
- Apresentação: William Bonner

| Participações especiais |
| ----------------------- |
| Fábio Júnior            |
| Os Paralamas do Sucesso |
| Erasmo Carlos           |
| Daniela Mercury         |
| Amado Batista           |
| Tânia Alves             |
| Paulo Betti             |
| Jussara Freire          |
| Antônio Petrin          |

Edição 3 - 24 de dezembro de 1992
- Apresentação: Humberto Pereira

| Participações especiais |
| ----------------------- |
| Gilberto Gil            |
| Simone                  |
| Maria Rita              |
| Eduardo Dusek           |
| Tássia Camargo          |
| José Augusto            |
| Gianfrancesco Guarnieri |
| Arlete Salles           |

Edição 4 - 16 de dezembro de 1993
- Apresentação: Daniel Filho

| Participações especiais |
| ----------------------- |
| Tom Jobim               |
| Cássia Eller            |
| Maria Bethânia          |
| Nelson Ned              |
| Beto Barbosa            |
| As Mineirinhas          |
| Antônio Fagundes        |
| Nathália Timberg        |
| Giuseppe Oristânio      |

### Especial Leandro & Leonardo
Especial Leandro & Leonardo foi um especial de fim de ano exibido pela TV Globo entre 27 de dezembro de 1991 e 6 de dezembro de 1994, escrito por Carlos Lombardi, a redação final de Paulo Trevisan, direção de Roberto Talma, J.B. Oliveira e Paulo Trevisan. A direção geral era de Jayme Monjardim e direção artística de Aloysio Legey. O programa traz um show de dois caipiras em Nova York, da Disney, em Paris e em Brasília.
Edição 1 - 27 de dezembro de 1991
- Apresentação: Hélio Costa

| Participações especiais |
| ----------------------- |
| Roberta Miranda         |
| Almir Sater             |
| Sandra de Sá            |
| Tonico & Tinoco         |
| Sérgio Viotti           |
| Eduardo Dusek           |
| Chico Anysio            |

Edição 2 - 22 de dezembro de 1992
- Apresentação: Carlos Nascimento

| Participações especiais         |
| ------------------------------- |
| Sandy & Júnior                  |
| Sandra de Sá                    |
| Elba Ramalho                    |
| Moraes Moreira                  |
| Wando                           |
| Luiz Caldas                     |
| Amanda Acosta (Trem da Alegria) |
| Adriana Esteves                 |
| Ney Latorraca                   |
| Luiza Tomé                      |

Edição 3 - 28 de dezembro de 1993
- Apresentação: Cláudia Raia

| Participações especiais |
| ----------------------- |
| João Paulo & Daniel     |
| Alcione                 |
| The Fevers              |
| Beto Barbosa            |
| Polegar                 |
| Francisco Cuoco         |
| Raul Cortez             |
| Andréa Beltrão          |

Edição 4 - 6 de dezembro de 1994
- Apresentação: Alexandre Garcia

| Participações especiais |
| ----------------------- |
| Rita Lee                |
| Os Paralamas do Sucesso |
| Sérgio Reis             |
| Amado Batista           |
| João Bosco              |
| Daniela Mercury         |
| Leonardo Brício         |
| Helena Ranaldi          |

## 2003

### Carol & Bernardo
Carol & Bernardo foi um especial de fim de ano exibido pela TV Globo a 23 de dezembro de 2003, escrito por Bruno Mazzeo, colaboração de Claudio Torres Gonzaga e com direção de Mauro Mendonça Filho. O personagem Horácio, interpretado por Otávio Müller, criado para este programa, passou a fazer parte do elenco fixo da série Sob Nova Direção, no ano seguinte.
Enredo
Carol é uma advogada organizada e cheia de TOCs, casada com Bernardo, um músico sem emprego fixo e totalmente desorganizado. Apesar das diferenças, os dois vivem um amor alto-astral e, prestes a comemorar 10 anos juntos, decidem organizar um fim de semana romântico. Carol acaba sendo promovida como sócia da empresa em que trabalha e os planos saem completamente fora do controle, se transformando em uma grande festa cheia de gente e nenhuma paz para o casal.
Elenco
| Ator               | Personagem         |
| ------------------ | ------------------ |
| Andréa Beltrão     | Carol              |
| Eduardo Moscovis   | Bernardo           |
| Otávio Müller      | Horácio            |
| Inez Vianna        | Beth               |
| Mário Schoemberger | Dr. Ary            |
| Paulo Betti        | Emílio Leopoldo    |
| Amir Haddad        | Arnaldo            |
| Iara Jamra         | Gerente do banco   |
| Ricardo Pavão      | Daniel             |
| Roberto Sant'Ana   | Álvaro             |
| Sérgio Loroza      | Entregador da loja |
| Antônio de Bonis   | Policial           |
| Regiana Antonini   | Faxineira          |
| José Maciel        | Músico             |
| Russo              | Porteiro           |

### Siga Aquela Estrela
Siga Aquela Estrela foi um especial de final de Natal da TV Globo estrelado pela apresentadora Xuxa Meneghel. Foi escrito por Flávio de Souza, com direção geral de Roberto Talma. Teve a exibição dia 24 de dezembro de 2003.
Enredo
Xuxa, Bruna e Bruno estão indo comemorar o Natal. Porém o Fantasma do Natal aparece e entrega a eles uma missão especial: recuperar os pedaços de uma estrela que se despedaçou para que só assim possa se restaurar o espírito natalino da bondada e amor no coração das pessoas. Aceitando a missão, eles vão atrás dos pedaços, fazendo amigos como a divertida Ivonete, a cozinheira Estela e os simpáticos vendedores da loja de instrumentos, além de encontrar diversos artistas pelo caminho.
Elenco
| Nome                           | Personagem                         |
| ------------------------------ | ---------------------------------- |
| Xuxa                           | Xuxa                               |
| Bruna Marquezine               | Bruna                              |
| Brunno Abrahão                 | Bruno                              |
| Luis Gustavo                   | Benê                               |
| Eloísa Mafalda                 | Matilda                            |
| Elias Gleizer                  | Nonô                               |
| Cláudio Galvan                 | Fantasma do Natal (Voz)            |
| Ivete Sangalo                  | Ivonete                            |
| Kelly Key                      | Estela                             |
| Detonautas Roque Clube         | Vendedores da loja de instrumentos |
| Marcelo Torreão                | Roberto                            |
| Fernando Caruso                | Carlos                             |
| Leandro Hassum                 | Segurança de Fausto Silva          |
| Luka                           | Ela mesma                          |
| Skank                          | Eles mesmos                        |
| Felipe Dylon                   | Ele mesmo                          |
| KLB                            | Eles mesmos                        |
| Fábio Júnior                   | Ele mesmo                          |
| Fausto Silva                   | Ele mesmo                          |
| Coral Princesas de Petrópolis  | Elas mesmas                        |
| Orquestra Sinfônica Brasileira | Eles mesmos                        |

Números musicais
| Nome                                                         | Personagem                                                         |
| ------------------------------------------------------------ | ------------------------------------------------------------------ |
| Xuxa                                                         | "Eu Adoro a Noite de Natal"                                        |
| Xuxa                                                         | "Estrela da Paz"                                                   |
| Ivete Sangalo                                                | "Bate o Sino"                                                      |
| Detonautas Roque Clube                                       | "Quando o Sol Se For"                                              |
| Detonautas Roque Clube                                       | "My Sweet Lord"                                                    |
| Skank                                                        | "Vou Deixar"                                                       |
| Skank                                                        | Jesus Cristo"                                                      |
| Felipe Dylon                                                 | "Noite Feliz"                                                      |
| KLB                                                          | "Natal das Crianças"                                               |
| Xuxa                                                         | "É Só Querer"                                                      |
| Luka Orquestra Sinfônica Brasileira                          | "Cante a Canção"                                                   |
| Coral Princesas de Petrópolis Orquestra Sinfônica Brasileira | "Se Uma Estrela Aparecer" / "Adoremos" / "Que Seja um Natal Feliz" |
| Kelly Key                                                    | "Chic, Chic"                                                       |
| Kelly Key                                                    | "O Velhinho"                                                       |
| Fábio Júnior                                                 | "Minha Outra Metade"                                               |
| Fábio Júnior                                                 | "Meu Presente"                                                     |
| Xuxa                                                         | Pedido de Natal"                                                   |
| Coral Princesas de Petrópolis Orquestra Sinfônica Brasileira | "Novo Tempo"                                                       |

### Papo de Anjo
Papo de Anjo foi um especial de fim de ano exibido pela TV Globo a 16 de dezembro de 2003, escrito por João Falcão e com direção de José Alvarenga Jr..
Enredo
Bibi é uma produtora de eventos bem sucedida que nunca teve sorte no amor por seu jeito atrapalhado e indeciso. O anjo Gabriel é enviado então para protegê-la e ajudá-la na difícil missão de encontrar um par, sem saber que isso será mais difícil do que parece. Destrambelhada, ela pede para o anjo colocá-la em um encontro com o cantor Fábio Júnior, o que acaba sendo uma confusão sem tamanhos e desiludindo-a ainda mais. Neste ponto ela conhece, sem intermédio do anjo, o suposto encanador Maurício. Ele, na verdade, é o anjo Prometeu, que foi condenado a viver na Terra eternamente por ter se apaixonado por uma mortal séculos antes, enfeitiçando e partindo o coração das mulheres pela amargura da vida que leva. Cabe a Gabriel proteger Bibi da cilada, ainda que isso leve ele mesmo a se apaixonar por ela.
Elenco
| Ator             | Personagem                  |
| ---------------- | --------------------------- |
| Claudia Jimenez  | Bibi                        |
| Dan Stulbach     | Arcanjo Gabriel             |
| Eduardo Moscovis | Mauricio / Arcanjo Prometeu |
| Fábio Júnior     | Ele mesmo                   |

## 2004

### Correndo Atrás
Correndo Atrás foi um especial de fim de ano exibido pela TV Globo a 22 de dezembro de 2004 e a 22 de dezembro de 2005. Em 2004 o texto foi de Ronaldo Santos e Péricles de Barros e escrito por Ronaldo Santos, Juca Filho e Thereza Falcão. Redação final de Ronaldo Santos e direção geral com José Lavigne. Em 2005 o texto foi de Ronaldo Santos e Thereza Falcão. Escrito por Thereza Falcão, João Brandão e Rafael Dragaud. Redação final de Ronaldo Santos, e direção geral de José Lavigne.
Enredo
O administrador Rodrigo, a economista Érica, a jornalista Laís, marketeiro Léo, o advogado Ivan, a psicóloga Solange, o ator Uil e o confuso Pena – que simplesmente nunca encontrou sua vocação no mundo – são um grupo de oito amigos desempregados que não conseguiram se estabilizar no mercado de trabalho após formarem-se na faculdade. Dispostos a sair da crise, eles criam uma empresa intitulada Trampo, focada em prestação de serviços, que se propõe a consertar ou resolver qualquer problema, mas acaba mesmo levando-os a diversas confusões em trabalhos "furados". Tudo para garantir a remuneração no fim do mês.
Elenco (2004)
| Ator                   | Personagem            |
| ---------------------- | --------------------- |
| Danton Mello           | Rodrigo Dourado       |
| Taís Araújo            | Laís Ribeiro          |
| Luana Piovani          | Érica Lobato          |
| Pedro Neschling        | Igor Pena (Pena)      |
| Miguel Thiré           | Leonardo Sabóia (Léo) |
| Fernando Caruso        | Ivan Machado          |
| Débora Lamm            | Solange Santos        |
| Rocco Pitanga          | Uil Neves             |
| Tarcísio Meira         | Baby de Castro        |
| Paulo Betti            | Rui                   |
| Cecil Thiré            | Varejão               |
| Maria Carolina Ribeiro | Sheila                |
| Samantha Schmütz       | Sônia                 |

Elenco (2005)
| Ator             | Personagem            |
| ---------------- | --------------------- |
| Danton Mello     | Rodrigo Dourado       |
| Taís Araújo      | Laís Ribeiro          |
| Luana Piovani    | Érica Lobato          |
| Danielle Winits  | Deise Müller          |
| Miguel Thiré     | Leonardo Sabóia (Léo) |
| Fernando Caruso  | Ivan Machado          |
| Cecil Thiré      | Varejão               |
| Anna Cotrim      | Anita                 |
| Kiko Mascarenhas | Marcão                |
| Carlos Sato      | Heitor                |
| Leandro Hassum   | Segurança I           |
| Marcius Melhem   | Segurança II          |

### Histórias de Cama e Mesa
Histórias de Cama e Mesa foi um especial de fim de ano exibido pela TV Globo a 23 de dezembro de 2004, de autoria de Euclides Marinho e direção-geral de Maurício Farias.
Enredo
Divorciado após 14 anos de casado, o desenhista Bob Camargo (Marcos Palmeira) quer aproveitar a vida de solteiro sem compromisso nenhum. Para isso, ele conta com os conselhos de seu grupo de amigos: Armando (Marco Ricca) se separou há pouco e vive fingindo ser sensível e para conquistar as mulheres; Miguel (Ângelo Antônio) nunca se casou e sempre está sofrendo por alguma mulher que o rejeitou; Lulu (Bete Coelho) só quer saber de sexo e despreza os papos românticos; LM (Daniel Dantas) está namorando Carolina (Mariana Ximenes), uma moça com idade para ser sua filha; já Vânia (Deborah Evelyn), irmã de Bob, nunca superou o divórcio e vive com uma imagem pessimista da vida.
Apesar de dizer que quer ser um "solteirão convicto", Bob se apaixona por Paula (Patrícia Pillar), que acabou de sair de um casamento de 12 anos e não está preparada para um novo relacionamento.
Elenco
| Ator            | Personagem            |
| --------------- | --------------------- |
| Marcos Palmeira | Roberto Camargo (Bob) |
| Patrícia Pillar | Paula                 |
| Daniel Dantas   | Lucas Mello (LM)      |
| Mariana Ximenes | Carolina              |
| Marco Ricca     | Armando               |
| Ângelo Antônio  | Miguel                |
| Deborah Evelyn  | Vânia Camargo         |
| Bete Coelho     | Lulu                  |
| Emílio de Mello | Ronaldo               |
| Karina Mello    | Dolores               |

### Quem Vai Ficar com Mário?
Quem vai ficar com Mário? foi um especial de fim de ano exibido pela TV Globo a 22 de dezembro de 2004 e 29 de dezembro de 2005. Criado por Emanuel Jacobina, em 2004 foi escrito por Marcio Wilson, Péricles C. Barros e Mauro Wilson, com colaboração de Cláudio Lisboa, Odete Damico, Gabriela Amaral e Laura Rissin, e redação final de Mauro Wilson e Emanuel Jacobina. Direção de Jorge Fernando. Em 2005, escrito por Marcio Wilson, Emanuel Jacobina e Mauro Wilson, com direção de Jorge Fernando. O título do especial foi inspirado no filme estadunidense Quem Vai Ficar com Mary?.
Enredo
Mário é um homem charmoso e bem sucedido de 25 anos que acredita que está na hora de viver um grande amor. Ele conta para com a ajuda do amigo Sal para encontrar a mulher de sua vida e acaba se envolvendo com Manuela, Iolanda, Buzuza, Clara e Suelen, mas acaba descobrindo o amor mesmo nas improváveis mãos de Diana. Já no segundo ano, após o relacionamento com Diana não evoluir, Mário volta a buscar um novo amor, se envolvendo novamente com diversas mulheres, mas ficando dividido mesmo entre Frida e Sabrina.
Elenco (2004)
| Ator                  | Personagem                        |
| --------------------- | --------------------------------- |
| Thiago Lacerda        | Mário Valente                     |
| Camila Pitanga        | Diana                             |
| Marcelo Faria         | Sandro Martins (Salgadinho / Sal) |
| Danielle Winits       | Iolanda                           |
| Renata Castro Barbosa | Manuela                           |
| Larissa Bracher       | Buzuza                            |
| Flávia Rubim          | Clara                             |
| Ildi Silva            | Suelen                            |
| Aloísio de Abreu      | Beto                              |
| Ernesto Piccolo       | Caio                              |
| Ítala Nandi           | Ana Salgado Mota                  |
| Paulo Zulu            | Aldo                              |
| Marcelo Barros        | Álvaro                            |
| Antônio Fragoso       | Padre                             |

Elenco (2005)
| Ator                  | Personagem                        |
| --------------------- | --------------------------------- |
| Thiago Lacerda        | Mário Valente                     |
| Danni Carlos          | Frida Karla                       |
| Letícia Spiller       | Sabrina                           |
| Marcelo Faria         | Sandro Martins (Salgadinho / Sal) |
| Renata Castro Barbosa | Manuela                           |
| Thaíssa Araújo        | Natali                            |
| Cris Vianna           | Marta                             |
| Aloísio de Abreu      | Beto                              |
| Matheus Costa         | Pedro                             |
| José Hugo Celidônio   | Hector                            |

### Programa Novo
Programa Novo foi um especial de fim de ano exibido pela TV Globo a 28 de dezembro de 2004. Foi escrito por Guel Arraes e João Falcão e teve como colaboradores André Laurentino, Cláudio Paiva e Flávia Lacerda. A redação final foi de João Falcão e a direção de Flávia Lacerda e João Falcão. O episódio é um especial final do seriado Sexo Frágil.
Enredo
O especial brinca com a ficção e a realidade ao contar a história dos quatro atores – de forma fictícia – que estavam cansados de interpretarem personagens femininos no programa Sexo Frágil e queriam afirmar que eram mais que isso. Dispostos a mostrar versatilidade, eles tentam criar um novo programa para serem levados à sério, apostando em roteiros de diversos pontos, como policial, romance e aventura, mas sem nunca conseguir concluir nenhum deles sem cair, novamente, na comédia.
Elenco
| Ator              | Personagem           |
| ----------------- | -------------------- |
| Bruno Garcia      | Bruno / Maria Tereza |
| Lázaro Ramos      | Lázaro / Priscila    |
| Lúcio Mauro Filho | Lúcio / Gertudes     |
| Wagner Moura      | Wagner / Magali      |
| Zéu Britto        | Zéu / Dinorá         |
| Alinne Moraes     | Mocinha              |
| André Arteche     | Paulinho             |
| Lúcio Mauro       | Chefe                |
| Dennis Carvalho   | Ele Mesmo            |

## 2005

### Levando a Vida
Levando a Vida foi um especial de fim de ano exibido pela TV Globo em 23 de dezembro de 2005. Criado por Flávia Amaral e José Lavigne, com roteiros de Cláudia Jouvin, Flávia Amaral, João Ximenes Braga, José Lavigne e Juca Filho. Direção geral com José Lavigne.
Foo reapresentada no Viva em 6 de agosto de 2022, substituindo Amor em Quatro Atos e sendo substituída por O Tempo e o Vento.
Enredo
O motoboy Formiga estava pronto para morar com a namorada, Grace Kelly, quando sua tia Zilah chega do interior para passar uns tempos, deixando dúvidas na moça se tudo não passou de uma desculpa esfarrapada. Disposto a provar o amor, Formiga decide comprar um anel de noivado para Grace e pede dinheiro emprestado para o amigo Fuinha, que, apesar de prometer ajudá-lo, acaba cedendo aos desejos da namorada Neinha em comprar roupas para ela. Trabalhando duro, ele consegue juntar o dinheiro, mas o empresta para o primo Billy, cujo filho está internado.
Tia Zilah faz uma promessa para Nossa Senhora Aparecida pela saúde do sobrinho-neto e, após o pequeno se curar, ela dá dinheiro à Billy para comprar duas passagens para Aparecida do Norte para eles pagarem o juramento. Billy que também é motoboy propõe levar a tia para a cidade de moto, podendo assim devolver o dinheiro para Formiga, que enfim consegue se tornar noivo de Grace.
Elenco
| Ator            | Personagem                |
| --------------- | ------------------------- |
| Lázaro Ramos    | Luiz dos Santos (Formiga) |
| Juliana Paes    | Grace Kelly               |
| André Gonçalves | Billy Jerry dos Santos    |
| Regina Dourado  | Zilah dos Santos          |
| Leandro Léo     | Fuinha                    |
| Maria Maya      | Neidinha                  |
| Sylbeth Soriano | Cláudia                   |
| Otávio Augusto  | Augusto                   |
| Renata Tobelem  | Kátia                     |
| Jean Paul       | Gringo                    |
| Ed Oliveira     | Segurança da loja         |

## 2006

### Lu
Lu foi um especial de fim de ano da TV Globo exibido em 26 de dezembro de 2006. Escrito por Adriana Chevalier, Flávia Amaral, Lícia Manzo e José Lavigne, com redação de Flávia Amaral e José Lavigne e direção geral de José Lavigne
Enredo
A trama segue a história de três mulheres de apelido Lu no último dia do ano. Lucimara é uma enfermeira que vive se esquivando das investidas do médico Carlos e deseja passar o Ano Novo sozinha por uma razão misteriosa. Luciane é uma moça do interior de São Paulo, filha de um coronel, que se mudou há dois para o Rio de Janeiro para crescer profissionalmente. Ela tem lidar com o fato de seu noivo, Edilson, lhe pedir em casamento e desejar retornar para a cidade Natal, conflitando com seus planos de se tornar uma renomada estilista na cidade grande. Lurdes é uma mulher bem sucedida que está insatisfeita com o trabalho e com a falta de atenção que recebe do marido Jorginho e do filho Bernardo.
Elenco
| Ator                 | Personagem               |
| -------------------- | ------------------------ |
| Luana Piovani        | Lucimara Guimarães (Lu)  |
| Luana Piovani        | Luciane Ligeiro (Lu)     |
| Luana Piovani        | Lurdes Andrade (Lu)      |
| Marcello Antony      | Dr. Carlos Mello         |
| Reynaldo Gianecchini | Edilson                  |
| Paulo Betti          | Jorge Andrade (Jorginho) |
| Stephan Nercessian   | Coronel João Ligeiro     |
| Cissa Guimarães      | Celinha                  |
| Thalma de Freitas    | Gisele                   |
| Luciana Fregolente   | Sueli                    |
| Marc Franken         | Bernardo Andrade         |

### Dom
Dom foi um especial de fim de ano da TV Globo, que foi ao ar em 21 de dezembro de 2006, escrito por Ronaldo Santos, João Brandão e Thereza Falcão, com direção geral de Carlos Magalhães.
Enredo
Os irmãos Théo, Diogo e Cali realizam uma trilha em uma reserva florestal, quando o primeiro acaba se afastando do grupo em um ataque de pânico, fazendo com que os outros dois também se separem para procura-lo. Apesar de encontrarem Théo, os irmão acabam perdidos na mata e Diogo sugere que eles atravessem um rio nadando para chegar mais rápido de volta ao destino. Théo e Cali se recusam pelos perigos do local e ele acaba indo sozinho, porém acaba sendo levado pela correnteza e desmaiando no rio ao bater a cabeça, forçando o irmão a resgatá-lo.
Após constatar que Diogo está morto, Théo abraça o corpo do irmão desesperado e uma luz misteriosa envolve-os, trazendo o rapaz de volta a vida. Sem lembrarem do que aconteceu, Cali conta aos dois a experiência sobrenatural, deixando Théo angustiado sobre os estranhos poderes que se manifestaram e o porque ser o único dos três que é diferente. Diogo revela à Théo que ele foi adotado e, neste momento, um homem, Ezequiel, é revelado de longe observando os três.
Originalmente planejava-se que o piloto se transformasse em um seriado no ano seguinte, porém isso não acabou acontecendo e a história ficou sem conclusão com o desfecho em aberto.
Elenco
| Ator               | Personagem           |
| ------------------ | -------------------- |
| Bruno Gagliasso    | Théo Vasconcellos    |
| Luigi Baricelli    | Diogo Vasconcellos   |
| Fernanda Paes Leme | Cali Vasconcellos    |
| Werner Schunemann  | Augusto Vasconcellos |
| Zezé Polessa       | Teresa Vasconcellos  |
| Nelson Xavier      | Ezequiel             |
| Camila Rodrigues   | Manuela              |
| Carol Corrêa       | Odete                |

### Papai Noel Existe
Papai Noel Existe foi um especial da TV Globo exibido em 24 de dezembro de 2006. Foi criada por Renato Modesto e dirigida por Roberto Farias.
Enredo
Luciana e Roberto vivem em harmonia com o filho Dudu até que uma intriga acaba separando-os poucos dias antes do Natal. Apaixonado por Luciana, o médico Mauro, colega de trabalho de Roberto, arma uma situação para que a moça acredite que o marido está traindo-a com a anestesista Sônia. Durante as compras de Natal, Dudu diz a um Papai Noel de shopping que não quer nenhum presente, o único desejo dele naquele ano é que seus pais se reconciliem. O que ninguém sabe é que aquele homem é, na verdade, o Papai Noel real e fará de tudo para revelar a verdade e realizar o pedido.
Elenco
| Ator              | Personagem            |
| ----------------- | --------------------- |
| David Lucas       | Eduardo Vieira (Dudu) |
| Reginaldo Faria   | Papai Noel / Jonas    |
| Carolina Kasting  | Luciana Vieira        |
| Daniel Boaventura | Dr. Roberto Vieira    |
| Rodrigo Lopez     | Dr. Mauro             |
| Rita Guedes       | Sônia                 |
| Carla Marins      | Mary Noel             |
| Norton Nascimento | Elizeu                |

## 2007

### O Segredo da Princesa Lili
O Segredo da Princesa Lili é um especial da TV Globo de autoria de Renato Aragão, dirigido por Paulo Aragão e Marcos Figueiredo, com direção geral de Marcos Figueiredo. Foi exibido em 29 de dezembro de 2007 e reprisado em 9 de maio de 2010.
Enredo
Filha dos reis Eddys e Frederico, Lili é uma princesa que esconde de todos seu dom musical por ter sempre que se dedicar às aulas de etiqueta e bom comportamento, tradicionais na realeza. Cantando escondida nos jardins do palácio, a voz de Lili é reconhecida pelo cavaleiro Didi, que decide ajudá-la a participar do concurso de música real junto com o contador de histórias Arthur. A jovem canta escondida por um véu, aguça a curiosidade de todos para saber quem é a misteriosa cantora mascarada.
Quem não gosta do sucesso de Lili é sua prima, Lucélia, que ambiciosa vencer a competição e fará de tudo para tirá-la de seu caminho com a ajuda da mãe, a duquesa Yvana. O que ninguém saber é que Yvana foi enfeitiçada na juventude para ter um coração maldoso e apenas Didi pode tirá-la do transe. Não bastasse o concurso, Lili e Lucélia ainda disputam o coração do jovem Galante.
Elenco
| Ator             | Personagem                          |
| ---------------- | ----------------------------------- |
| Lívian Aragão    | Princesa Lili de Jardinal           |
| Renato Aragão    | Cavaleiro Didi                      |
| Daniela Escobar  | Duquesa Yvana de Jardinal           |
| Poliana Aleixo   | Duquesa-Infante Lucélia de Jardinal |
| Fúlvio Stefanini | Arthur                              |
| Vera Holtz       | Rainha Eddys de Jardinal            |
| Gilbert          | Rei Frederico de Jardinal           |
| Eike Duarte      | Galante                             |
| Carol Bhering    | Bebel                               |
| Lisa Dumont      | Coraline                            |
| John Klarner     | Guerreiro de Alkar                  |

## 2008

### O Natal do Menino Imperador
O Natal do Menino Imperador foi um especial da TV Globo escrito por Péricles de Barros, com direção geral de Denise Saraceni. foi exibido em 23 de dezembro de 2008 e reprisado em 17 de janeiro de 2009, um sábado, após a TV Globinho. O enredo fantasioso utiliza-se de personagens históricos reais para desenvolver a trama fictícia.
Enredo
Dom Pedro II no exílio, em seu último Natal em vida, aos 65 anos em Paris, se recorda do período mais marcante de sua vida, quando tinha apenas 9 anos de idade e tornara-se Imperador do Brasil após o falecimento do pai (Dom Pedro I) e da mãe (Dona Leopoldina). Lidando com a pressão de ser um regente tão jovem, Pedro vive isolado e triste no Palácio de São Cristóvão sob as diversas regras de etiqueta e comportamento ensinadas por seu tutor, o severo Marquês de Itanhaém, embora possa contar com o amor da camareira D. Mariana e as lembranças dos ensinamentos sobre a vida deixadas por seu pai, Dom Pedro I.
Durante uma cavalgada, Pedro II acaba se afastando do grupo e caindo em um riacho, se livrando das roupas molhadas e esbarrando com Dito, um escravo foragido que não o reconhece sem os trajes formais e o trata como uma criança qualquer, ficando amigos. Pedro aprende a rodar pião, subir em árvores colher frutas e anda descalço pelos campos, sentindo como é ser uma criança normal pela primeira vez na vida. Seguindo Dito até o Circo de Zampano, onde ele mora, Pedro tem a melhor ceia de Natal de sua vida – um prato de feijão – entendendo que a verdadeira riqueza é a solidariedade.
Elenco
| Ator                    | Personagem                 |
| ----------------------- | -------------------------- |
| Guillermo Hundadze      | Dom Pedro II               |
| João Ramos              | Dito                       |
| Fernanda Montenegro     | Narradora                  |
| Guilherme Weber         | Marquês de Itanhaém        |
| Aracy Balabanian        | D. Mariana                 |
| Reynaldo Gianecchini    | Dom Pedro I                |
| Carolyna Aguiar         | Princesa Isabel            |
| Rafael Miguel           | Antônio                    |
| Luiz Carlos Vasconcelos | Zampano                    |
| Lenine                  | Luiz Trapezista            |
| Marcelo Várzea          | Conde D'Eu                 |
| João Camargo            | Barão de Barbacena         |
| Adriano Garib           | Embaixador Rafael          |
| Gláucio Gomes           | Embaixador Gabriel         |
| Júlio Levy              | Embaixador Daniel          |
| Sérgio Britto           | Dom Pedro II (aos 65 anos) |

### Nada Fofa
Nada Fofa foi um especial da TV Globo escrito por Fernanda Young e Alexandre Machado, com direção geral de Jorge Fernando e foi exibido em 23 de dezembro de 2008.
Enredo
Nádia é uma advogada linha-dura e implacável que nunca conseguiu levar nenhum relacionamentos – amoroso ou com amigos – adiante por nunca acreditar em ninguém. Seu jeito incrédulo vem desde a infância, quando seus pais perderam a paciência com a menina, que queria que eles contatassem o Papai Noel para trocar seu presente por um boneco Pintonildo, e decidiram contar logo para a filha que não existia nem Noel, nem Coelho da Páscoa, Fada dos Dentes, Cegonha ou qualquer outro mito infantil, tornando-a uma pessoa dura.
Cada vez mais sem emoções, Nádia acaba dando de cara com um Pintonildo em tamanho real constantemente em sua vida, embora apenas ela possa vê-lo, o que a torna um tanto maluca sob os olhos dos outros. Sem conseguir se livrar da aparição, Nádia recebe diversos conselhos de Pintonildo para ser uma pessoa mais legal e gentil com as pessoas, tentando quebrar o coração incrédulo da advogada.
Elenco
| Ator              | Personagem           |
| ----------------- | -------------------- |
| Letícia Spiller   | Nádia Wolf           |
| Mário Jorge       | Pintonildo           |
| Kiko Mascarenhas  | Dr. Ney Becker       |
| Juan Alba         | Severo Neto          |
| Flávia Alessandra | Solange da Conceição |
| Vinícius Manne    | Dr. Luís             |
| Eliana Fonseca    | Beatrice             |
| Júlia Lemmertz    | Ema Wolf             |
| Jorge Fernando    | Kélio Wolf           |
| Nicette Bruno     | Nice                 |
| Bruno Giordano    | Juiz Guimarães       |
| Rosimar de Mello  | Escrivã              |
| Wesley Aguiar     | Meirinho             |
| Hilda Rebello     | Líder do juri        |
| Stephany Martins  | Nádia (criança)      |

### Xuxa e as Noviças
Xuxa e as Noviças foi um especial de final de ano da TV Globo escrito por Cláudio Torres Gonzaga com a colaboração de Flávio Marinho e Manuela Dias, com direção geral de Wolf Maya. Com exibição dia 24 de dezembro de 2008. O especial é baseado no musical estadunidense Nunsense, de 1985, que conta a histórias de freiras tentando levantar dinheiro para sua congregação através da música.
Enredo
As freiras do Convento Salut Marie decidem organizar um show beneficente para arrecadar fundos para comprar os presentes de Natal das crianças órfãs e carentes. Porém uma intoxicação alimentar coloca 46 das 50 freiras internadas no único hospital próximo dali, que é particular e deixa o Convento em mais dívidas ainda. As únicas freiras que não tomaram a sopa intoxicada são exatamente as quadro sem o menor dom para a música, que estavam apenas na organização e não no coral: a madre superiora Gardênia, a atrapalhada Frida, a saliente Maria José – que foi a maior pecadora dos desfrutes sexuais antigamente – e a confusa Amnésia, que chegou no local anos antes sem nenhuma memória da vida anterior.
Tudo parece perdido até a chegada da noviça Maria da Graça, que veio transferida de outro convento e dava aulas de música, ajudando as freiras a realizar o show mesmo desfalcadas. Quem não gosta disso são as beatas Sumara e Suméria, que acham um absurdo música na igreja, e levam o Frei Caneco até o local achando que ele interferirá no show, embora ele acabe apoiando o evento e marcando uma segunda apresentação, que consegue arrecadar dinheiro tanto para os presentes, quanto para pagar o hospital.
Elenco
| Ator               | Personagem                  |
| ------------------ | --------------------------- |
| Xuxa Meneghel      | Irmã Maria da Graça         |
| Marília Pêra       | Madre Superiora Gardênia    |
| Fafy Siqueira      | Irmã Maria José             |
| Rosa Marya Colin   | Irmã Frida                  |
| Sylvia Massari     | Irmã Amnésia / Dalva Aguiar |
| Ana Lúcia Torre    | Sumara                      |
| Walderez de Barros | Suméria                     |
| Fúlvio Stefanini   | Frei Caneco                 |
| Lupe Gigliotti     | Madre Ensaiadora            |
| Paulo Miklos       | Dr. Kléber                  |
| Gabriel Kaufmann   | Tito                        |

### Uma Noite no Castelo
Uma Noite no Castelo foi um especial de fim de ano da TV Globo, escrito por Renato Aragão com direção-geral de Marcos Figueiredo, direção de núcleo e roteiro de Paulo Cursino e foi exibido em 1 de janeiro de 2009. O especial foi reprisado no dia 2 de maio de 2010, às 12h25, quando Renato Aragão sofreu um acidente durante as gravações do programa Aventuras do Didi, que seria exibido neste horário.
Enredo
Em 1008, o bondoso Landin foi traído por seu melhor amigo, Calimero, que tentou tirá-lo da liderança dos povos que comandava, travando uma imensa guerra que foi vencida pelo primeiro. Landin fundou o reino de Landinóvia, onde a justiça e o bem prevaleceria, mas Calimero consegue usar seu poder com a magia negra para dividir o tempo em dois, fundando paralelamente o perverso reino da Calinóvia, jurando que em mil anos um portal se abriria entre os dois mundos e que ele retornaria para comandá-los.
Mil anos se passam, e os príncipes irmãos Lili e Guilherme, herdeiros de Landin, juntamente com o cavaleiro Didi, descobrem a profecia e se deparam com um portal no tempo, embarcando em uma aventura no tempo para evitar que o reino seja destruído com a ajuda do sábio Melquíades e das guerreiras Zara, Virgínia e Esmeralda. Eles terão que unir forças para derrotar a volta de Calimero.
Elenco
| Ator                  | Personagem                  |
| --------------------- | --------------------------- |
| Renato Aragão         | Cavaleiro Didi              |
| Lívian Aragão         | Princesa Lili de Landinóvia |
| Alexandre Slaviero    | Guilherme de Landinóvia     |
| Walney Costa          | Calímero                    |
| Débora Nascimento     | Guerreira Zara              |
| Fiorella Mattheis     | Guerreira Virgínia          |
| Patrícia Werneck      | Guerreira Esmeralda         |
| Ricardo Blat          | Matíades                    |
| Eduardo Galvão        | Rei Áureo de Landinóvia     |
| Giovanna Gold         | Rainha Sofia de Landinóvia  |
| Carlos Casagrande     | Landin                      |
| Eduardo Martini       | Arsênio Dúbio               |
| Alessandra Colassanti | Valeska Dúbio               |
| Luciano Clemente      | Adelfo                      |
| Alexandre Giorgi      | Arauto                      |

## 2009

### Dó-Ré-Mi-Fábrica
Dó Ré Mi Fábrica é um especial de fim de ano da TV Globo, escrito por Péricles Barros com direção de Flávia Lacerda, direção de núcleo de Denise Saraceni. Foi exibido dia 23 de dezembro de 2009. Foi reexibido em 16 de janeiro de 2010.
Enredo
Tom é um garoto humilde que tem o dom da música, embora sua própria mãe não lhe apoie, e encontra certo dia uma misteriosa guitarra, que passa a tocar com perfeição qualquer música que ele pensa. O artefato é uma experiência mágica do inventor Ludovico, dono da fábrica Dó-Ré-Mi-Fábrica, que adora elaborar instrumentos inusitados e criativos, embora nada seja comercialmente atrativo para o mercado. Seu irmão gêmeo, Arquimedes, é o contrário, acredita que a empresa precisa ser mais prática e moderna, investindo apenas em música digital, o que sempre gera brigas entre os dois, que sempre sobra para a assistente, Viola.
Disposto a viver de música, Tom foge de casa, mas acaba tendo sua guitarra quebrada quando o produtor Zanata tenta explorá-lo, recorrendo a Dó-Ré-Mi-Fábrica para tentar conseguir uma nova versão, onde embarca em um mundo de sonhos e muita música.
Elenco
| Ator             | Personagem          |
| ---------------- | ------------------- |
| Maycom Coelho    | Tom Pereira         |
| Lázaro Ramos     | Ludovico Fantasia   |
| Lázaro Ramos     | Arquimedes Fantasia |
| Nathália Dill    | Viola               |
| Alexandre Nero   | Lamartine           |
| Chico Diaz       | Zanata              |
| Ana Paula Bouzas | Elizeth Pereira     |
| Lenine           | Gramofone           |
| Matheus Costa    | Daniel              |

### Natal de Luz da Xuxa
Natal de Luz da Xuxa é um especial de fim de ano da TV Globo, escrito por Cláudio Lobato e Cristiane Dantas, direção de Tande Bressane e Marco Rodrigo e direção de núcleo de Roberto Talma. Foi exibido dia 24 de Dezembro de 2009.
Enredo
Maria (Xuxa) é a maestrina do coral de Natal, desesperada porque seu principal solista, Emanuel (Renan Mayer), perdeu a voz no dia 23 de dezembro, por não seguir o conselho de descansar a voz no dia anterior. Após um médico garantir que uma noite bem dormida trará a voz de volta, o menino embarca em um sonho para Natalândia, a terra do Natal, onde encontra Natália (Xuxa), a prefeita do lugar que também está desesperada pelas partituras mágicas terem sumido e, sem elas, a Estrela de Belém (Bel Kutner) não consegue entoar a música que encaminha o Papai Noel. Emanuel e Natália decidem procurar as partituras com a ajuda das pastorinhas Azul (Fernanda Paes Leme) e Encarnada (Juliana Didone), embarcando numa aventura inimaginável.
Elenco
| Ator               | Personagem                 |
| ------------------ | -------------------------- |
| Xuxa               | Prefeita Natália Natalinda |
| Xuxa               | Maestrina Maria            |
| Renan Mayer        | Emanuel                    |
| Fernanda Paes Leme | Pastorinha Azul            |
| Juliana Didone     | Pastorinha Encarnada       |
| Bel Kutner         | Estrela de Belém           |
| Eri Johnson        | Próspero                   |
| Cissa Guimarães    | Mamãe Noel                 |
| Luis Franke        | Papai Noel                 |
| André Marques      | Jingle                     |
| Gustavo Novaes     | Bell                       |
| Izak Dahora        | Peru de Natal              |
| Yago Machado       | Lucas                      |
| Paulo Adriane      | Boneco de Neve             |
| Julio Zaicoski     | Palhaço Pândego            |
| Sirmar Antunes     | Gaspar                     |
| Artur José Pinto   | Belchior                   |
| Heitor Schmidt     | Baltazar                   |

### Chico e Amigos
Chico e Amigos foi um programa de televisão humorístico produzido pela TV Globo e exibido em forma de especial de fim de ano no dia 29 de dezembro de 2009, tendo como figura principal o comediante Chico Anysio.
Elenco
| Ator              | Personagem      |
| ----------------- | --------------- |
| Edson Celulari    | Lourival        |
| Bianca Byington   | Letícia         |
| Ataíde Arcoverde  | Chico Tripa     |
| Totia Meirelles   | Stella          |
| Paulo Betti       | Beto            |
| Carol Castro      | Patrícia        |
| Alexandre Borges  | Augusto         |
| Suzana Alves      | Das Mercês      |
| Ellen Roche       | Das Dores       |
| Christovam Netto  | Branca de Neve  |
| Karina Ferrari    | Xamã            |
| Bruno Mazzeo      | Paulo Pindorama |
| Juliana Alves     | Brenda          |
| Edwin Luisi       | Alberto         |
| Nizo Neto         | Pastor          |
| Flávio Migliaccio | Antônio         |
| Milton Gonçalves  | Haroldo         |
| Orlando Drummond  | Seu Peru        |
| Dira Paes         | Nair            |
| Eike Duarte       | Pedrinho        |
| Lug de Paula      | Calunga         |
| Lima Duarte       | Diego Pepino    |

### A Princesa e o Vagabundo
A Princesa e o Vagabundo foi um especial de fim de ano da TV Globo, escrito por Renato Aragão, Paulo Cursino, Marcius Melhem e Paula Amaral, redação final de Paulo Cursino, direção de Marcus Figueiredo e direção de núcleo de Jayme Monjardim. Foi exibido em 1 de Janeiro de 2010, e reapresentado em 16 de maio de 2010 às 12h25.
Elenco
| Ator                   | Personagem               |
| ---------------------- | ------------------------ |
| Renato Aragão          | Didi                     |
| Lívian Aragão          | Lili                     |
| Herson Capri           | Rei Lindolfo             |
| Maria Fernanda Cândido | Rainha Valentina         |
| Max Fercondini         | Michel Landino           |
| Monique Alfradique     | Léia                     |
| Carolina Kasting       | Cecília                  |
| Luís Melo              | Duque Graco de Lafayette |
| Francisco Cuoco        | Germain                  |
| Natália Thimberg       | Betine                   |

### Programa Piloto
Programa Piloto foi um especial de fim de ano da TV Globo, escrito por Cláudio Paiva, colaboração de Nilton Braga, direção-geral de Maurício Farias e direção de núcleo de Guel Arraes e foi exibido em 1 de janeiro de 2010.
Enredo
A trama narra os bastidores de uma telenovela de cunho brega ambientada no Paquistão, sobre Carmen, que viaja até o país resgatar o marido Edgar, militar que sofreu um acidente e está internada sob os cuidados da ambiciosa enfermeira Naja. Enquanto isso, por trás das câmeras, os atores da telenovela vivem seus próprios dilemas entre as gravações. As estrelas Renata e Beatriz tem que lidar com Fabiana, uma cínica e dissimulada atriz aspirante que as considera velhas demais para serem protagonistas e tenta usurpar o cargo.
Já Alvarenga está na crise da meia-idade e se questionando se tem real valor como ator ou é apenas um rosto já não tão bonito assim. Ainda há o incompetente e desorganizado diretor Magalhães e a produtora Taís, que não está nem aí para a segurança no trabalho.
Elenco
| Ator                | Personagem        |
| ------------------- | ----------------- |
| Fernanda Torres     | Renata Vicentim   |
| Fernanda Torres     | Naja              |
| Andréa Beltrão      | Beatriz Spillberg |
| Andréa Beltrão      | Carmen Lins       |
| Alexandre Borges    | Raul Alvarenga    |
| Alexandre Borges    | Edgar Lins        |
| Fernanda de Freitas | Fabiana           |
| Fernanda de Freitas | Rhania            |
| Otávio Müller       | Magalhães         |
| Georgiana Góes      | Taís              |
| Luana Tanaka        | Laura             |

## 2010

### O Relógio da Aventura
O Relógio da Aventura foi um especial de fim de ano da TV Globo, criado por Luciana Cardoso e Marcio Trigo, escrito por Cristiane Dantas, Guilherme Vasconcelos, Luciana Cardoso e Teresa Frota, teve direção e direção geral de Marcio Trigo, direção de Paola Pol Balloussier e redação final por Cristiane Dantas, e foi exibido de 12, 19 e 26 de dezembro de 2010 e de 2 e 9 de janeiro de 2011.
Também ganhou reprise no Viva no período 9 a 30 de janeiro de 2021 nas noites de sábado, sendo substituído por O Pequeno Alquimista.
Em 2 de outubro de 2023, foi disponibilizada na íntegra pelo Globoplay, como parte do Projeto Resgate.

#### Elenco
| Interprete      | Personagem                       |
| --------------- | -------------------------------- |
| Marcos Caruso   | Neco                             |
| Nívea Maria     | Inês                             |
| Enrique Diaz    | Geraldo/Imperador Otávio Augusto |
| Heloísa Périssé | Regina/Lívia                     |
| Cássio Reis     | Soldado/Inspetor                 |
| Anderson Müller | Cozinheiro Chefe do Imperador    |
| Killiana Britto | Escrava da princesa/Raimunda     |
| Naura Schneider | Mãe de Guto/Escrava              |
| Oberdan Júnior  | Pai de Romaninho                 |
| Val Perré       | Caminhoneiro                     |
| Pietro Mário    | Motorista do fusca               |

#### As crianças
| Interprete      | Personagem        |
| --------------- | ----------------- |
| Miguel Arraes   | João              |
| Matheus Costa   | Guto              |
| Igor Rudolf     | Pedro             |
| Caio Manhente   | Julinho/Romaninho |
| Mel Maia        | Nina              |
| Mariana Azevedo | Princesa/Juliana  |

### Papai Noel Existe
Papai Noel Existe foi um especial de fim de ano da TV Globo, terá direção de Estêvão Ciavatta, escrito por Péricles de Barros, Patrícia Andrade e Guel Arraes, e foi exibido em 22 de dezembro de 2010, e teve 28 pontos de média.
Elenco
| Ator            | Personagem  |
| --------------- | ----------- |
| Regina Casé     | Francis     |
| Rodrigo Santoro | Robson Luiz |

participação especial
| Ator             | Personagem |
| ---------------- | ---------- |
| Katiuscia Canoro | Suelen     |

com
| Ator           | Personagem |
| -------------- | ---------- |
| Isaac Bardavid | Seu Habib  |
| Érico Brás     | Zero Um    |
| Douglas Silva  | Jalmir     |
| Darlan Cunha   | Gilmar     |

apresentando
| Ator           | Personagem |
| -------------- | ---------- |
| Pablo Vinícius | Jefferson  |

Elenco de apoio
| Ator            | Personagem            |
| --------------- | --------------------- |
| Péricles        | locutor da SAARA      |
| Kenya Costta    | atendente do hospital |
| William Vorhees | segurança             |

### Diversão & Cia
Diversão & Cia é um programa de televisão humorístico produzido pela TV Globo e exibido em forma de especial de fim de ano no dia 22 de dezembro de 2010. Terá seu tema central inspirado na peça Qualquer Gato Vira Lata Tem Uma Vida Sexual Mais Sadia Que a Nossa, também de Juca de Oliveira. A direção é de Marcos Paulo, que também atua. O especial garantiu 21 pontos de média.
Elenco
| Ator                | Personagem                          |
| ------------------- | ----------------------------------- |
| André Gonçalves     | Tales                               |
| Cadu Fávero         | Marcos                              |
| Christine Fernandes | Paula                               |
| Daniele Suzuki      | Keila                               |
| Jéssika Alves       | Miriam                              |
| Marcio Garcia       | Rodolfo                             |
| Marcos Paulo        | Dr. Lisandro                        |
| Mariana Lima        | Luciana                             |
| Mateus Rocha        | Pradinho (Lúcio de Alcântara Prado) |
| Robson Nunes        | Gregório                            |

Elenco de apoio
| Ator           | Personagem |
| -------------- | ---------- |
| Roney Facchini | Edgar      |
| Roumer Canhães | William    |

### Tal Filho, Tal Pai
Tal Filho, Tal Pai foi um especial de fim de ano da TV Globo, criado por Mário Márcio Bandarra e Ingrid Zavarezzi, com roteiro de Ingrid Zavarezzi, direção de Mário Márcio Bandarra e Giuliano Chiaradia, e foi exibido em 23 de dezembro de 2010. O Especial garantiu 24 Pontos de Média, 44 de share e ficou em primeiro lugar mundial nos Trend Topics do Twitter.
Elenco
| Ator               | Personagem      |
| ------------------ | --------------- |
| Fiuk               | Felipe          |
| Fábio Júnior       | Fábio           |
| Alessandra Negrini | Bárbara Leão    |
| Amanda Richter     | Larissa         |
| Karina Dohme       | Amanda          |
| Eri Johnson        | Eduardo Goldman |
| Bernardo Mendes    | Bibiu           |
| José Loreto        | Careca          |
| Luci Pereira       | Tonha           |
| Raquel Fabbri      | Inara           |
| Jonathan Azevedo   | The Flash       |
| Laryssa Dias       | Cris            |
| Bia Guedes         | Elis            |
| Railane Borges     | Sara            |
| João Bresser       | Vandame         |
| Johnnas Oliva      | Dré             |
| Digão Lopes        | Mansur          |

### Xuxa Especial de Natal
Xuxa Especial de Natal é um especial de televisão tradicionalmente produzido pela TV Globo na véspera de natal exibido em forma de especial de fim de ano no dia 24 de dezembro de 2010, diferente dos anos anteriores o programa deste ano será em um formato de show. Teve 15 pontos de média
Convidados
| Victor & Léo        |
| Padre Marcelo Rossi |
| Ivete Sangalo       |
| Luan Santana        |
| Maria Gadú          |

### Nosso Querido Trapalhão
Nosso Querido Trapalhão foi um especial de fim de ano da TV Globo exibido em 26 de dezembro de 2010. Contou com a apresentação de Patrícia Poeta, direção de núcleo de Jayme Monjardim e direção geral de Teresa Lampreia. O programa fez parte das comemorações dos 50 anos de carreira de Renato Aragão e misturava dramaturgia com uma entrevista com o próprio Renato, feita por Patrícia. Garantiu a liderança com 19 pontos de média
Elenco
| Ator                 | Personagem           |
| -------------------- | -------------------- |
| Vinícius de Oliveira | Renato Aragão        |
| Prazeres Barbosa     | Dinorá Lins          |
| Amilton Monteiro     | Paulo Ximenes Aragão |
| George Sauma         | Amigo de Renato      |
| Antônio Karnewale    | Oscarito             |
| Izak Dahora          | Amigo de Renato      |
| Paulo Giardini       | Capitão              |
| Jitman Vibranovski   | Diretor da TV Ceará  |
| Ricardo Conti        | Dedé Santana         |
| Lucas Cavalcante     | Renato Criança       |
| Frank William        | Renato Criança       |
| Giullia Buscacio     | Irmã de Renato       |
| Isabela Bernstein    | Lilían Criança       |
| Osni Silva           |                      |
| João Pedro Zappa     |                      |
| Isabela Bernstein    |                      |
| Helena Giffoni       |                      |
| Tânia Dias           |                      |
| Gabriel Louchard     |                      |
| Arthur Lopes         |                      |
| Lincoln Tornado      |                      |
| Marcelo Gatelli      |                      |
| Júlio Levy           |                      |
| Júnior Hoffmann      |                      |
| Marcelo Cavalcanti   |                      |
| Luciano Pullig       |                      |
| Ricardo Gadelha      |                      |
| Richard Goulart      |                      |
| Ademir de Souza      |                      |

### Chico e Amigos
Chico e Amigos foi um programa de televisão humorístico produzido pela TV Globo e exibido em forma de especial de fim de ano no dia 2 de janeiro de 2011, tendo como figura principal o comediante Chico Anysio. Foi uma paródia do reality show Big Brother Brasil.
Elenco
| Ator                | Personagem                   |
| ------------------- | ---------------------------- |
| Chico Anysio        | Vários Personagens           |
| Orlando Drummond    | Seu Peru                     |
| Thelma Reston       | Sofia                        |
| Aparecida Petrowky  | Das Mercês                   |
| Milton Gonçalves    | Apresentador do reality show |
| Cláudia Colucci     | Participante do reality show |
| Angélica Martins    | Participante do reality show |
| Sérgio Franceschini | Participante do reality show |
| Lia Khey            | Participante do reality show |
| Priscila Pires      | Participante do reality show |
| Joseane Oliveira    | Participante do reality show |

## 2011

### Festival Promessas
Festival Promessas foi um especial de fim de ano realizado pela emissora dedicado a música gospel.[carece de fontes?]

### Homens de Bem
Homens de Bem tem como personagem central Ciba (Rodrigo Santoro), que depois de cumprir pena na cadeia se envolve em um esquema criminoso envolvendo o empresário Ricardo (Fúlvio Stefanini) e a ambiciosa Mary (Débora Falabella), sua ex-mulher, e comandado por Ulisses (Luís Miranda); Ciba ainda tem que enfrentar a delegada Cristina (Virgínia Cavendish) e a dúvida de ser o pai verdadeiro de Mariana (Juliana Moretti).
Foi indicado ao Prêmio Emmy Internacional do ano de 2012 na categoria de Melhor Telefilme.
Elenco
| Ator               | Personagem |
| ------------------ | ---------- |
| Rodrigo Santoro    | Ciba       |
| Débora Falabella   | Mary       |
| Luís Miranda       | Ulisses    |
| Virgínia Cavendish | Cristina   |
| Fúlvio Stefanini   | Ricardo    |
| Juliana Moretti    | Mariana    |

## 2017

### Meio Expediente
Jairo (Edu Moraes), chefe de uma repartição pública, tem um final de ano amargo. Ignorado pelos funcionários no bolão de fim de ano, ele vê seus colegas e subordinados dividirem um prêmio de R$ 90 milhões. Agora, o azarado precisa encarar as baias vazias do escritório na companhia de outros servidores que também ficaram de fora do sorteio.
Elenco
| Ator           | Personagem           |
| -------------- | -------------------- |
| Edu Moraes     | Jairo                |
| Andrade Júnior | Gadelha (Papai Noel) |
| Bianca Muller  | Natasha              |
| Ellen Oléria   | Rainha Maga          |

### Amor ao Quadrado
A trama mostra os encontros e desencontros de dois anjos cupidos em meio à correria da cidade. Um é experiente e frustrado. O outro, cheio de energia, mas atrapalhado. Amargurado e decepcionado com suas tarefas celestiais, Oscar (César Troncoso) decide se aposentar, mas antes precisa treinar um sucessor, Lúcio (Pablo Sanábio), sedento para flechar o coração de um simples mortal. Para estrear sua arma do amor, Lúcio tem como tarefa unir três casais incertos à deriva pela capital até o raiar do dia. Para tanto, terá que contar com a ajuda do calejado e pessimista amigo alado.
Elenco
| Ator                  | Personagem |
| --------------------- | ---------- |
| César Troncoso Barros | Oscar      |
| Pablo Sanábio         | Lúcio      |

## 2018

### O Natal Perfeito
Catarina (Melissa Nóbrega), uma menina que vive em um condomínio de luxo e decide fugir de casa porque seus pais não compraram o presente que ela esperava. Ao cruzar o muro, desmaia e é resgatada por Jonas (Cauã Antunes), menino órfão que mora em um ferro-velho e constrói a sua realidade a partir do lixo, cercado por acessórios e engenhocas feitos de sucata. Jonas não desperdiça os recursos e tem um amigo que é sua melhor companhia, o Senhor Perfeito (Caio Blat). Uma figura completamente imperfeita e desfigurada, mas que se conecta genuinamente com o outro.
Elenco
| Ator              | Personagem      |
| ----------------- | --------------- |
| Cauã Antunes      | Jonas           |
| Melissa Nóbrega   | Catarina        |
| Caio Blat         | Senhor Perfeito |
| Alexandre Zacchia | Raul            |
| Tainá Muller      | Vitória         |
| Bruno Cabrerizo   | Vinícius        |

## 2019

### A Presepada
Hiltinho (Tay Lopez), é um malandro que dá um golpe e numa fuga,pega na rodoviária os pertences de Frei Fernando (Filipe Enndrio) que estava indo para Belém de Nazaré Hiltinho passa a usar a identidade do clérigo. Ao chegar na cidadezinha, descobre as dificuldades financeiras da igreja e ajuda a organizar uma cantata natalina com um presépio. A história originalmente foi exibida em dezembro de 2018 apenas para Pernambuco. Com o sucesso no estado pernambucano, a TV Globo passa a exibir para toda a Rede em 17 de dezembro de 2019, após a exibição de Segunda Chamada
Elenco
| Ator            | Personagem                        |
| --------------- | --------------------------------- |
| Tay Lopez       | Hiltinho de Jesus / Frei Fernando |
| Paulo de Pontes | Padre Zezinho                     |
| Camila Bastos   | Elaine                            |
| Zé Ramos        | Senhor Prefeito                   |
| Adiel Luna      | Repentista                        |
| Filipe Enndrio  | Frei Fernando                     |

### Juntos a Magia Acontece
Juntos a Magia Acontece é um especial de fim de ano produzido pela TV Globo. Foi exibido em 25 de dezembro de 2019, ganhando uma continuação exibida em 19 de dezembro de 2021. Criado e escrito por Cleissa Regina Martins, com supervisão de George Moura e direção artística de Maria de Médicis e Patricia Pedrosa (na segunda parte).
Conta com Milton Gonçalves, Camila Pitanga, Zezé Motta, Fabrício Boliveira, Luciano Quirino, Tony Tornado, Gabriely Mota e Ícaro Zulu atuando nos papéis principais. No segundo ano do especial, Milton deixou o elenco por problemas de saúde.
Em 23 de junho de 2021, o primeiro especial ganhou o prêmio "Leão de Ouro", na categoria Entretenimento, no Festival Internacional de Criatividade de Cannes, sendo o principal motivo para a produção da sua sequência.
Quanto a audiência, em 25 de dezembro de 2019, a exibição do primeiro especial teve média geral de 19.1 pontos. Em 20 de dezembro de 2020, na sua reexibição, teve média de 6.7 pontos.
Enredo

#### Juntos a Magia Acontece 1 (2019)
Em um bairro de Madureira, Zona Norte do Rio de Janeiro, uma família está se preparando para os festejos de Natal, quando a matriarca Neuza (Zezé Motta) acaba falecendo. O seu marido Orlando (Milton Gonçalves), os filhos André (Fabrício Oliveira) e Vera (Camila Pitanga), Jorge (Luciano Quirino), marido de Vera e a pequena Letícia (Gabriely Mota) ficam extremamente abalados com a perda, e o clima natalino se perde completamente.
Algum tempo depois, a família está toda em desarmonia, pois não há clima para a ceia, nem dinheiro para os presentes. Por conta disso, Orlando resolve procurar um emprego, para deixar de se sentir um fardo, e se candidata a vaga de Papai Noel em um shopping center. Por conta da sua cor, ele é recusado pelo emprego.
De volta a sua casa, a sua salvação é a neta, que bola um plano para o avó: fazer o papel de Papai Noel na vizinhança, distribuindo presentes as crianças da rua na véspera de Natal.

#### Juntos a Magia Acontece 2 (2021)
Exibição
O primeiro especial foi exibido originalmente na noite de 25 de dezembro de 2019, após a novela Amor de Mãe. Ganhou uma reprise no dia 20 de dezembro de 2020, após o Esporte Espetacular. A re-exibição repercutiu nas redes sociais, assim como a exibição original. A segunda parte foi exibida em 19 de dezembro de 2021, após a Temperatura Máxima. O primeiro especial foi reexibido na Sessão da Tarde, do dia 31 de maio de 2022, como forma de homenagem ao ator Milton Gonçalves (morto no dia anterior).
No segundo especial a atriz Heloísa Jorge foi convidada para interpretar Vera, papel de Camila Pitanga no primeiro especial, que não conseguiu gravar o segundo.
Enredo
Dois anos após o primeiro especial, a família Santos permanece unida em mais um natal, Orlando (Milton Gonçalves) está de viagem graças ao sucesso como Papai Noel. Vera (no segundo especial interpretada por Heloísa Jorge) e Jorge (Luciano Quirino) criam uma grande expectativa para um segundo filho do casal e compartilham com a filha Letícia (Gabriely Mota) que não fica muito contente com a vinda de um irmão mais novo. Ao lado da casa deles vive Solange (Jéssica Ellen), mãe solo de Caio (Pedro Guilherme Rodrigues), um menino que sonha em conhecer o pai mas que a mãe insiste em não contar sobre, até que o menino decide pedir ajuda de André que conheceu o pai de Caio para levar ele para conhecer o pai.
Elenco

#### Principal
| Ator                      | Personagem     | Especiais | Especiais    |
| Ator                      | Personagem     | 2019      | 2021         |
| ------------------------- | -------------- | --------- | ------------ |
| Milton Gonçalves          | Orlando Santos | Principal | Participação |
| Camila Pitanga            | Vera Santos    | Principal | Ausente      |
| Heloísa Jorge             | Vera Santos    | Ausente   | Principal    |
| Fabrício Boliveira        | André Santos   | Principal | Principal    |
| Gabriely Mota             | Letícia Santos | Principal | Principal    |
| Luciano Quirino           | Jorge          | Principal | Principal    |
| Jéssica Ellen             | Solange        | Ausente   | Principal    |
| Pedro Guilherme Rodrigues | Caio           | Ausente   | Principal    |

#### Participações
| Ator                 | Personagem              | Especiais    | Especiais    |
| Ator                 | Personagem              | 2019         | 2021         |
| -------------------- | ----------------------- | ------------ | ------------ |
| Zezé Motta           | Neusa Santos            | Participação | Ausente      |
| Zezé Polessa         | Zilda                   | Participação | Ausente      |
| Francisco Cuoco      | Padre                   | Participação | Ausente      |
| Aracy Balabanian     | Dona Rosa               | Participação | Ausente      |
| Tony Tornado         | Antônio                 | Participação | Ausente      |
| Alice Wegmann        | Contratante do Shopping | Participação | Ausente      |
| Ícaro Zulu           | Pedro                   | Participação | Participação |
| Ana Clara Apolinário | Amiga de Letícia        | ausente      | Participação |
| Aliny Ulbricht       | Juliana                 | Ausente      | Participação |
| Amaurih Oliveira     | Moisés                  | Ausente      | Participação |
| Beto Vandesteen      | Mecânico                | Ausente      | Participação |

## 2020

### The Voice Brasil- Especial de Natal
O Show exibido na véspera de natal de 2020 é um spin-off de um dos realities The Voice brasileiro onde técnicos e participantes se reúnem em duetos e performances inéditas, com um repertório variado, repleto de hits de todos os tempos e para todos os gostos.
O Especial foi apresentado por Tiago Leifert, e contou com participação dos técnicos Carlinhos Brown, Lulu Santos, IZA, Michel Teló, Cláudia Leitte, Daniel, Ludmilla e Mumuzinho e dos ex-participantes Lucy Alves, Leo Pain, Willian Kessley, Ana Canhoto, Victor Alves, Douglas Ramalho e Izrra.
O Especial foi exibido em 24 de dezembro de 2020, após a edição especial de A Força do Querer.

## 2023

### Agora Vai
Fábio Porchat comanda um especial super divertido com participações especiais, opinião popular, esquete e stund-up com um único objetivo: projetar o ano de 2024 ideal.
Elenco
| Ator            | Personagem                                      |
| --------------- | ----------------------------------------------- |
| Fábio Porchat   | Apresentador / Diversos personagens / Ele mesmo |
| Evelyn Castro   | Diversos personagens                            |
| Fábio Caniatto  | Louro Mané                                      |
| Flávia Reis     | Vanelli                                         |
| Noêmia Oliveira | Diversos personagens                            |
| Lilia Cabral    | mãe do Fábio Porchat                            |
| Luis Lobianco   | primo Gabriel                                   |
| Ney Latorraca   | pai do Fábio Porchat                            |
| Marcelo Adnet   | Ele mesmo                                       |
| Milton Cunha    | Ele mesmo                                       |
| Tadeu Schmidt   | Ele mesmo                                       |
| Pedro Bial      | Ele Mesmo                                       |
| Luciano Huck    | Ele mesmo                                       |
| Marcos Mion     | Ele mesmo                                       |
| Susana Vieira   | Ela mesma                                       |
| Sandy           | Ela mesma                                       |

## 2024

### Rota Dourada
Rota Dourada é um especial apresentado por Galvão Bueno, exibido em 12 de dezembro de 2024, onde o jornalista narra a conquista dos atletas paralímpicos nos Jogos Paralímpicos de Verão em uma série especial.

#### Elenco
- Galvão Bueno
- João Carlos Martins
- Petrúcio Ferreira
- Gabrielzinho
- Fernando Rufino
- Tayana Medeiros

### Amigas
Amigas é um especial de fim de ano da TV Globo que foi exibido no dia 18 de dezembro de 2024. É a versão feminina do conjunto musical de sertanejo Amigos, sendo composta por Ana Castela, Lauana Prado, Simone Mendes e a dupla Maiara & Maraisa.

### The Masked Singer Brasil - Especial de Natal
Exibido em 22 de dezembro de 2024, é um episódio especial do The Masked Singer Brasil, marcando em definitivo a estreia de Eliana como a nova apresentadora do reality show.
Ao contrário do programa tradicional, as apresentações não possuem caráter competitivo e cada integrante do júri e convidado leva um artista para interpretar um dueto, repleto de apresentações especiais, além da apresentação dos candidatos da quinta temporada da atração, sendo baseado em personagens marcantes da dramaturgia da TV Globo em comemoração aos 60 anos da emissora, estando entre eles: Odete Roitman (Vale Tudo), Tieta (novela título), Vlad (Vamp), Ruth e Raquel (Mulheres de Areia), Bruno Mezenga (O Rei do Gado), Catarina e Petruchio (O Cravo e a Rosa), Jade (O Clone), Nazaré Tedesco (Senhora do Destino), Foguinho (Cobras & Lagartos), Jesuíno (Cordel Encantado), Maria da Penha (Cheias de Charme), Carminha (Avenida Brasil), Candinho e o burro Policarpo (Êta Mundo Bom! e Êta Mundo Melhor!), Lourdes (Amor de Mãe), Juma Marruá (Pantanal) e Sol (Vai na Fé).

### Apresentações
- "All I Want for Christmas Is You", Kenya Sade
- "Pela Luz dos Olhos Teus", Susana Vieira e Tony Ramos
- "No Meu Coração Você Vai Sempre Estar", Nicolas Prattes e Sabrina Sato
- "Libertar", Junior Lima e Sabrina Sato
- "Deus Está Aqui", Belo e Padre Marcelo Rossi
- "Ninguém Explica Deus", Eliana e Daniel

### Sinfonia de Natal
Exibido em 24 de dezembro de 2024, o especial trás o cantor Péricles interpretando ele mesmo, onde ele perde a sua esposa e conhece um trabalhador que carrega o mesmo nome e sonha em se tornar um grande compositor de sucesso. Mas, por conta da vida corrida, o seu sonho se torna difícil, mas não impossível, porque sua filha Sofia é quem o incentiva a realizar ele e assim ele faz, participando de um grande show de natal.